# Huaniu

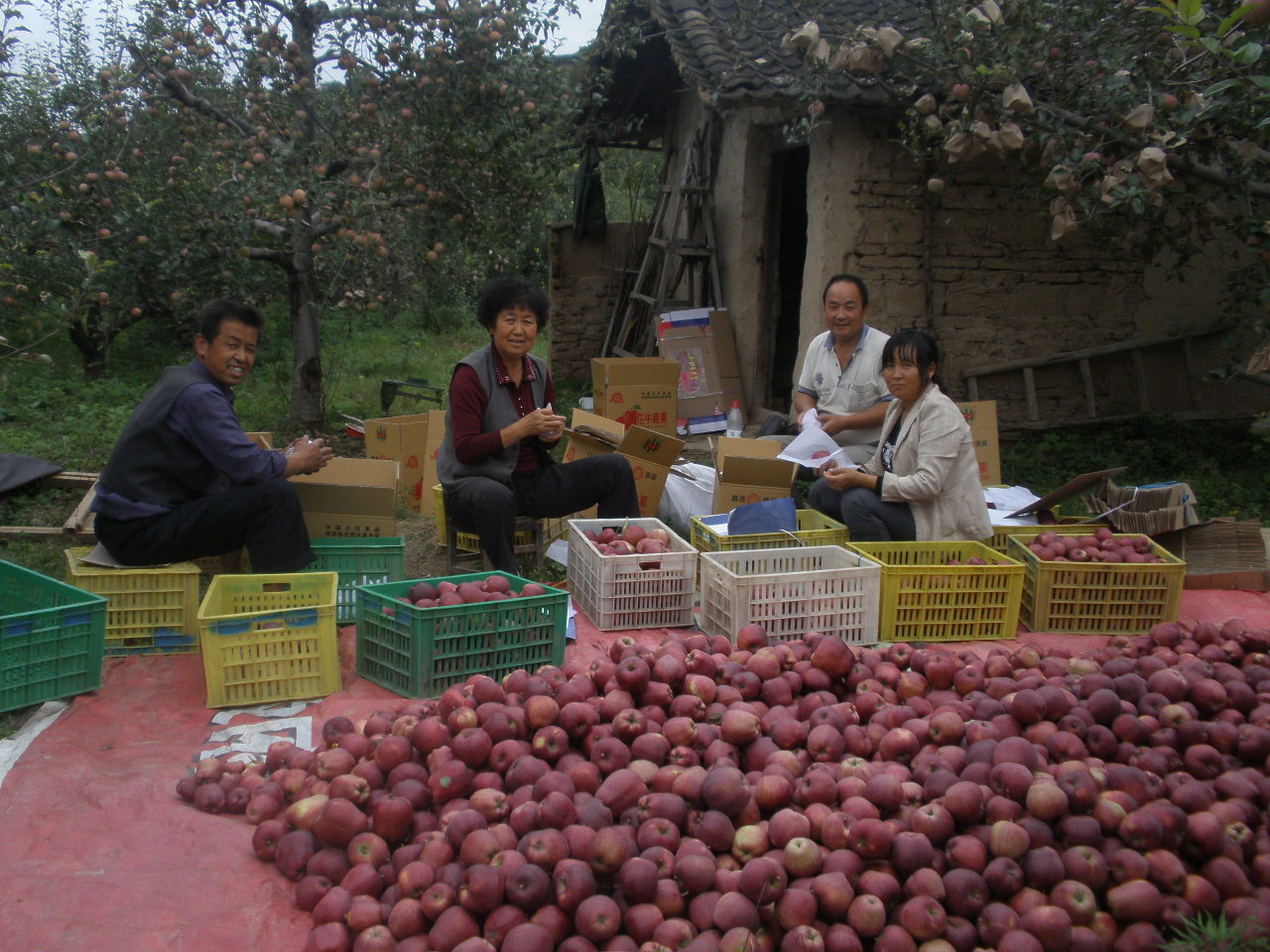
Huaniu almát csomagolnak Tianshuiban

A Huaniu (花牛), más néven Chinese Red Delicious egy Kínából származó almafajta. Nevét Huaniu városáról (Tiensuj) kapta, ahol először 10 fajta almafa hibridjeként ültették el, köztük a Red delicious, a Golden delicious és a Ralls Janet 1956-ban 1965-ben a huaniui gazdák két doboz almát küldtek Mao elnöknek, hogy kifejezzék tiszteletüket iránta. Mao köszönetet mondott a falubelieknek, és megjegyezte, hogy nagyon szerette az alma ízét. Ugyanebben az évben az almát Hongkongba exportálták. A dobozon Huaniu falu neve szerepelt, és az almát előnyben részesítették az Egyesült Államokból importált Red deliciousszel szemben. Azóta a Huaniu alma jól ismert Kínában. Az almának a Fuji almáéhoz hasonló édes íze van. Az alma oldható szárazanyag-tartalma 12,5-14%, cukortartalma 1,86%, almasavtartalma 0,08%.
Manapság Gansu tartomány délkeleti részén, Tianshui és Sanhszi környékén termesztik.

## Black Diamond
A Black Diamondnak (fekete gyémánt) nevezett Huaniu-almák mélylila színűek a magas ultraibolya fény beáramlása és az éjszakai alacsonyabb hőmérséklet miatt a tibeti Nyingchiben.

## Fordítás
Ez a szócikk részben vagy egészben  a   Huaniu című angol Wikipédia-szócikk ezen változatának fordításán alapul.  Az eredeti cikk szerkesztőit annak laptörténete sorolja fel. Ez a jelzés csupán a megfogalmazás eredetét és a szerzői jogokat jelzi, nem szolgál a cikkben szereplő információk forrásmegjelöléseként.